# Karel Bendl
Pour les articles homonymes, voir Bendl.
Karel Bendl est un compositeur et chef de chœur bohémien, né le 16 avril 1838 à Prague en royaume de Bohême, et mort à Prague le 20 septembre 1897.

## Biographie

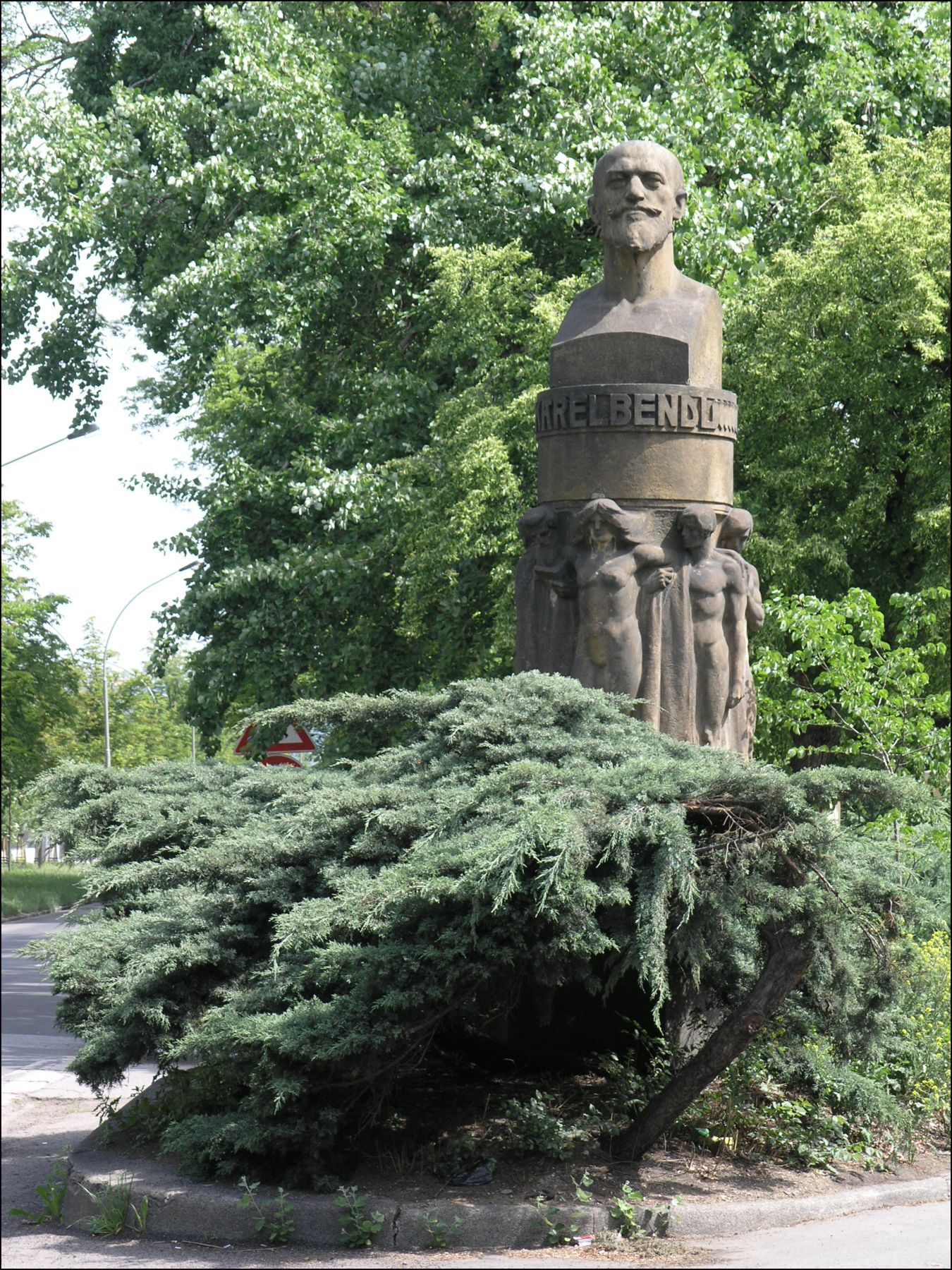
Monument à Prague (Bubeneč)

Karel Bendl a été initié à la musique par son grand-père qui lui a enseigné le piano. Il a appris le métier de gantier tout en obtenant en 1858 ses diplômes à l'école d'orgue de Karl Pietsch, où a été également éveillé son intérêt pour les nouvelles interprétations chorales, à deux voix ou polyphoniques. Un an avant sa sortie de l'école, il y a rencontré et a noué des liens d'amitiés avec Antonín Dvořák. Il avait déjà composé un certain nombre de petites œuvres chorales. En 1861 son lied Poletuje holubice a obtenu un prix et il a été immédiatement reçu très favorablement par les sociétés chorales locales. En 1864, Bendl a rejoint Bruxelles, où pendant un court moment, il a occupé le poste de second chef à l'opéra. Il s'est ensuite rendu à Amsterdam et à Paris. À Paris, il a été influencé par les œuvres pour la scène de Charles Gounod et Ambroise Thomas et tout particulièrement de Giacomo Meyerbeer.
En 1865, il est de retour à Prague et prend la suite de Bedřich Smetana comme chef de la société chorale appelée Hlahol pražský ; il a occupé ce poste jusqu'en 1879, lorsque le Baron russe Dervies l'a engagé comme maître de chapelle de sa chapelle privée à Lugano et Nice. En 1881, il séjourne à Milan. Après son retour à Prague, il publie une série de petites pièces de salon de compositeurs célèbres. Il écrit également des recueils de petites pièces pour chœur d'hommes, qui sont édités sous le nom de Hlahol.
Après le départ d'Antonín Dvořák pour les États-Unis en 1894, Bendl a repris sa classe de composition au Conservatoire de Prague. Il a occupé ce poste jusqu'à sa mort.

## Œuvres
Lejla, le premier opéra de Bendl,  a connu le succès en 1868. Il a été suivi par Břetislav a Jitka (1870), Starý ženich, un opéra-comique (1883), Karel Škréta (1883), Dítě Tábora (1892), et Máti Míla (1891). Les autres opéras de Bendl sont Indická princezna, Černohorci, Čarovný květ et Gina. Sa ballade Švanda dudák a obtenu une grande popularité. Il a publié une messe en ré mineur pour voix d'hommes et une autre messe pour chœur mixte; deux cantiques sur "Ave Maria"; une sonate pour violon et un quatuor à cordes Op.119 en fa majeur; il a aussi écrit une grande quantité de mélodies et de chœurs, dont beaucoup sont considérés comme des biens précieux nationaux de la Bohême.

### Opéras
- Lejla, (1867, Prague le 4 janvier 1868)
- Břetislav a Jitka, (1869, Prague le 18 septembre 1870)
- Starý ženich, opéra-comique national basé sur La Fiancée vendue de Bedřich Smetana (1871-74)
- Čarovný květ, opéra-comique, livret d'Eduard Rüffer.

### Opérette
- Indická princezna, (1876-77, Prague le 26 août 1877)

### Singspiele
- Černohorci, (1881, Prague le 11 octobre 1881)
- Karel Škréta, (1883, Prague le 11 décembre 1883)
- Gina, (Livret de Gaetano Cimini) (1884, non représenté)
- Erbenovy Štědrý den
- Dítě Tábora, (Texte d'Eliška Krásnohorská) (1886-88, Prague le 13 mars 1892)
- Máti Míla, (1893-95, Prague le 25 juin 1895)

### Ballet
- Česká svatba, (1894, Prague le 13 février 1895)

### Cantates
- Švanda dudák, (1895-96, Prague le 29 avril 1907)
- Národ sobě, (cantate)

### Pièces vocales
- 6 písní z Rukopisu královédvorského, (1875)
- Cigánské melodie, (texte Adolfa Heyduka (1881)
- Cypřiše, (texte Gustav Pfleger-Moravský (1882)
- Písně v národním tónu, (1882)
- Dětské písně, (1880)
- Květy lásky, (1883)
- Za šera, (texte Vítězslav Hálek, (1884)
- Skřivánčí písně,  (texte Josef Václav Sládek, (1886)
- 12 milostných písní, (1891)
- Album písní, (10 albums)
- Slavín, (4 adaptations des livres de chansons folkloriques de l'Organisation des Nations slaves)
- 10 dvojzpěvů pour soprano et alto
- Patero dvojzpěvů pro ženské hlasy, (texte Vítězslav Hálek)
- V přírodě, (12 duos sur des textes de Vítězslava Hálka)

### Pièces chorales
Plus de 300 dont :
- Umírající husita, (1869)
- Kališníci, (1870)
- Smrt Prokopa Velikého, (1871)
- Po bitvě na Bílé hoře, (1872)
- Ebrejská elegie, (1874)
- 6 zpěvů na slova Hálkova, (1871)
- Zlatá hodinka, (1881)
- Obžínky, (1887)

### Pièces Instrumentales
- Tarantella, (1881)
- Jihoslovanská rhapsodie (1881)
- Slavnostní pochod, (1881)
- Dithyramb, (1887)
- Capriccio, (1887)
- Koncertní polonéza
- Svatební průvod
- Slavnostní předehra
- Dithyramb a Preludium
- Scherzo und Romanze, pour violon et orchestre.

### Musique de chambre
- Sonate pour violon
- Quatuor à cordes Op.119 en fa majeur

### Musique sacrée
- Messe en ré mineur pour voix d'hommes
- Messe pour chœur mixte
- Ave Maria, avec orgue